# Polska kontra Reszta Świata
Polska kontra Reszta Świata – drużynowe zawody siłaczy. Rywalizują dwie drużyny: narodowa, złożona z zawodników polskich oraz złożona z zawodników zagranicznych, z różnych krajów świata.

## Pierwsze zawody Polska kontra Reszta Świata
Data: 14 grudnia 2002 r.

Miejsce: Sopot
WYNIKI ZAWODÓW:

1. miejsce: Reszta Świata (5 pkt.)
Skład drużyny Reszta Świata:
| Zawodnik           | Kraj     |
| ------------------ | -------- |
| Raimonds Bergmanis | Łotwa    |
| Hugo Girard        | Kanada   |
| Svend Karlsen      | Norwegia |
| Simon Sulaiman     | Holandia |

2. miejsce: Polska (4 pkt.)
Skład drużyny Polska:
| Zawodnik             | Kraj   |
| -------------------- | ------ |
| Jarosław Dymek       | Polska |
| Mariusz Pudzianowski | Polska |
| Robert Szczepański   | Polska |
| Piotr Szymiec        | Polska |

## Drugie zawody Polska kontra Reszta Świata
Data: 13 grudnia 2003 r.

Miejsce: Pruszków
WYNIKI ZAWODÓW:

1. miejsce: Polska (5 pkt.)
Skład drużyny Polska:
| Zawodnik             | Kraj   |
| -------------------- | ------ |
| Tyberiusz Kowalczyk  | Polska |
| Ireneusz Kuraś       | Polska |
| Mariusz Pudzianowski | Polska |
| Robert Szczepański   | Polska |
| Sławomir Toczek      | Polska |

2. miejsce: Reszta Świata (4 pkt.)
Skład drużyny Reszta Świata:
| Zawodnik           | Kraj      |
| ------------------ | --------- |
| Raimonds Bergmanis | Łotwa     |
| Hugo Girard        | Kanada    |
| Tomi Lotta         | Finlandia |
| Rene Minkwitz      | Dania     |
| Wasyl Wirastiuk    | Ukraina   |

## Trzecie zawody Polska kontra Reszta Świata
Data: 12 grudnia 2004 r.

Miejsce: Bydgoszcz
WYNIKI ZAWODÓW:

1. miejsce: Polska (30 pkt.)
Skład drużyny Polska:
| Zawodnik             | Kraj   |
| -------------------- | ------ |
| Jarosław Dymek       | Polska |
| Arkadiusz Makurat    | Polska |
| Mariusz Pudzianowski | Polska |
| Wojciech Szymkowiak  | Polska |
| Sławomir Toczek      | Polska |

2. miejsce: Reszta Świata (24 pkt.)
Skład drużyny Reszta Świata:
| Zawodnik           | Kraj     |
| ------------------ | -------- |
| Steve Bourgeois    | Kanada   |
| Agris Kazelniks    | Łotwa    |
| Boris Miloševič    | Słowenia |
| Elbrus Nigmatullin | Rosja    |
| Ołeksandr Pekanow  | Ukraina  |

## Czwarte zawody Polska kontra Reszta Świata
Data: 11 grudnia 2005 r.

Miejsce: Bydgoszcz
WYNIKI ZAWODÓW:

1. miejsce: Polska (13 pkt.)
Skład drużyny Polska:
| Zawodnik             | Kraj   |
| -------------------- | ------ |
| Tyberiusz Kowalczyk  | Polska |
| Mariusz Pudzianowski | Polska |
| Sławomir Toczek      | Polska |
| Tomasz Żocholl       | Polska |

2. miejsce: Reszta Świata (8 pkt.)
Skład drużyny Reszta Świata:
| Zawodnik       | Kraj              |
| -------------- | ----------------- |
| Odd Haugen     | Stany Zjednoczone |
| Svend Karlsen  | Norwegia          |
| Jesse Marunde  | Stany Zjednoczone |
| Janne Virtanen | Finlandia         |